# Zapadna Afrika
██ Zapadna Afrika (UN-ova subregija)
██ Magreb
Zapadna Afrika je najzapadnija regija afričkog kontinenta. Geopolitički se UN-ova definicija Zapadne Afrike podudara s najuobičajenijim prepoznavanjem regije, a uključuje sljedećih 16 država:
| - Benin - Burkina Faso - Gambija - Gana - Gvineja - Gvineja Bisau | - Liberija - Mali - Mauritanija - Niger - Nigerija - Obala Bjelokosti | - Senegal - Sijera Leone - Togo - Zelenortska Republika |

Magreb (arapski "zapadno"), regija u sjeverozapadnoj Africi u kojoj se nalaze Maroko (zajedno sa Zapadnom Saharom), Alžir, Tunis i (ponekad) Libija (vidi Sjeverna Afrika).
UN-ova regija također uključuje otok Svetu Helenu, britanski prekomorski teritorij u Južnom atlantskom oceanu.
Zapadna Afrika je područje s velikim rasponom geografije, bioregija i kultura. Orijentirana je zapadno od imaginarne osi sjever-jug uglavnom na području koje se danas naziva Afričkom udubinom. Atlantski ocean formira zapadne i južne granice regije. Sjevernu granicu čini pustinja Sahara, a najsjeverniji dio regije općenito se smatra Nigerski pregib. Istočna granica je manje precizna, pa je neki smještaju na Benue Trough, a drugi na liniju koja ide od Mount Kameruna do jezera Čad.
Moderne granice suvremenih zapadnoafričkih država odražavaju nekadašnje kolonijalne granice koje prelaze etničke i kulturne linije, pa često dijele pojedinačne etničke grupe između dviju ili više država.

## Geografija i klima
Zapadna Afrika zauzima površinu s više od 6,140,000 km² ili približno jednu petinu Afrike. Ogromnu većinu te zemlje čine ravnice koje leže na manje od 300 metara iznad morske razine, dok izolirane visoke točke postoje u brojnim zemljama duž južne obale Afričke udubine.
Sjeverni je dio Zapadne Afrike sastavljen od semiaridnog terena Sahela koji čini prijelaznu zonu između pustinje Sahare na sjeveru i savane u zapadnom Sudanu na jugu. Ekvatorijalne šume formiraju treći pojas između savane i južne obale, a protežu se od 160 km do 240 km u širinu.

## Gospodarstvo
Vlažna južna područja vrlo su pogodna za uzgoj kave, pamuka, kakaa i kaučuka, dok se kikiriki uzgaja u cijeloj zapadnoj Africi. Sahel je uglavnom stočarsko područje – uzgajaju se koze, goveda i ovce, dok je ribarstvo važno u priobanim krajevima i područjima delta. U većem dijelu zapadne Afrike prisutne su nafta i rude metala, posebno željeza. Nigeriju je početkom 70-ih zahvatio naftni «bum», no rast je nakon toga bio promjenjiv i nestalan. Većina gospodarstva u ostalim zemljama ima primarni karakter (sječa drveta i prerada hrane), a značajno je i rudarstvo.

## Kultura
Igra Oware prilično je popularna u mnogim dijelovima Zapadne Afrike. Nogomet je također razonoda u kojoj mnogi uživaju ili gledajući ili igrajući. Nacionalni se timovi nekih zapadnoafričkih nacija, posebice Nigerije, redovito kvalificiraju na svjetsko prvenstvo.
Tipične dijelove zapadnoafričke kulture čine glazba mbalax i usmena povijest koja se prenosi s generacije na generaciju Griota.

## Povijest
Povijest Zapadne Afrike može se podijeliti u pet glavnih razdoblja. Prvo razdoblje čini prapovijest u kojoj su regiju naselili prvi ljudi koji su zatim razvili poljoprivredu i stupili u kontakt s mediteranskim civilizacijama na sjeveru. Drugo razdoblje je razdoblje željeznodobnih carstava koja su učvrstila trgovinu i razvila centralizirane države. Treće razdoblje čine robovlasnička kraljevstva, džihadi i kolonijalni osvajači iz osamnaestog i devetnaestog stoljeća, a u četvrtom ili kolonijalnom razdoblju skoro čitavu su regiju kontrolirale Francuska i Velika Britanija. Završno razdoblje ili eru postnezavisnosti predstavlja formiranje današnjih država.

### Prapovijest
Rani su naseljenici vjerojatno bili srodni Pigmejcima, a stigli su u Zapadnu Afriku oko 12,000 p.u.e. Sedentarna poljoprivreda razvila se oko petog tisućljeća istovremeno s pripitomljenjem goveda. Do 400. p.u.e. tehnologija zasnovana na željeznom oruđu omogućila je ekspanziju poljoprivredne aktivnosti, pa su se formirali prvi gradovi-države. Pripitomljavanje deve omogućilo je razvoj prekosaharske trgovine s mediteranskim kulturama, uključujući Kartagu i Berbere. Glavni izvozni proizvodi bili su zlato, pamučna odjeća, metalni ornamenti i kožna dobra, koji su se zamjenjivali za sol, konje i tekstile.

### Carstva
Razvoj regionalne ekonomije omogućio je formiranje centraliziranijih država. Prvu takvu državu, Carstvo Gana, stvorio je u osmom stoljeću narod Soninke. Carstvo je bilo utemeljeno oko grada Kumbi Saleh (u današnjoj Mauritaniji), a dominiralo je velikim dijelom regije sve do poraza od almoravidskih osvajača 1052. godine. Carstvo Sosso pokušalo je ispuniti nastalu prazninu, ali su ga porazile (o. 1240.) snage Mandinka pod vodstvom Sundiate Keite, osnivača novog Carstva Mali. Carstvo Mali je nastavilo cvasti nekoliko stoljeća (naročito pod Sundiatinim pranećakom Kankanom Musom I.) sve dok ga nisu naslijedili slabi vladari koji su ga doveli do pada pod osvajačima Mossima, Tuarezima i Songhaima. U 15. stoljeću Songhai su pod vodstvom Sonnija Alija i Askije Muhameda stvorili Songajsko Carstvo, novu dominantnu državu osnovanu oko Gaoa. U međuvremenu su se, oko četrnaestog i petnaestog stoljeća, južno od Sudana pojavili snažni gradovi-države u Ifeu, Bonu, Arochukwuu i Beninu. Istočnije na području današnje Nigerije nastali su Carstvo Oyo, dominantna država naroda Yoruba i konfederacija Aro, dominantna država naroda Igbo.

### Ropstvo i kolonijalizam
Nakon što su 1591. godine marokanski osvajači razorili songhaiski glavni grad, brojne malene države uzdigle su se diljem Zapadne Afrike, uključujući Carstvo Bambara u Ségouu, Kraljevstvo Bambara u Kaartu, kraljevstvo Khasso naroda Peul/Malinké i Carstvo Kénédougou u Sikassu. Godine 1445. portugalski su trgovci započeli osnivanje naselja duž zapadnoafričke obale, a nakon njih su uslijedili Francuzi i Englezi. Nedugo kasnije započela je afrička trgovina robljem koja je kroz naredna stoljeća oslabila regionalnu ekonomiju i stanovništvo. Trgovina robljem također je potaknula formiranje država poput Carstva Bambara i Dahomeja, čije su ekonomije uvelike ovisile o razmjeni robova za europska vatrena oružja, koja su se onda koristila za hvatanje više robova.
U ranom devetnaestom stoljeću serije fulanskih reformističkih džihada proširile su se diljem zapadnog Sudana. Najznačajniji su bili Carstvo Fulani Usmana dan Fodija, koje je zamijenilo gradove-države naroda Hausa, Carstvo Massina Sekua Amadua, koje je porazilo Carstvo Bambara, te Carstvo Toucouleur El Hadj Umara Talla, koje je ubrzo osvojilo velik dio današnjeg Malija. Francuzi i Britanci nastavili su napredovati u Utrci za Afriku, pokoravajući kraljevstvo za kraljevstvom. Padom novoosnovanog Carstva Wassoulou pod vodstvom Samoryja Turea godine 1898. i ashantijske kraljice Yaa Asantewaa godine 1902. došao je stvaran kraj zapadnoafričkome vojnom otporu kolonijalnoj vlasti.
Britanija je tijekom kolonijalnog doba stekla kontrolu nad Gambijom, Sierra Leoneom, Ganom i Nigerijom, dok je Francuska ujedinila Senegal, Gvineju, Mali, Burkinu Faso, Benin, Obalu Bjelokosti i Niger u Francusku Zapadnu Afriku. Portugal je osnovao koloniju Gvineju-Bissau, dok je Njemačka polagala pravo na Togoland kojega je nakon Prvog svjetskog rata bila prisiljena podijeliti između Francuske i Britanije. Vlastitu nezavisnost je uz cijenu većih teritorijalnih ustupaka zadržala jedino Liberija.

### Postkolonijalna era
Nacionalistički pokreti su se pojavili diljem Zapadne Afrike nakon Drugog svjetskog rata, a najznačajniji je bio u Gani pod vodstvom Kwamea Nkrumaha. Godine 1957. Gana je postala prva subsaharska kolonija koja je stekla nezavisnost. Ostale francuske kolonije slijedile su Ganu godinu dana kasnije. Zapadnoafričke nacije u potpunosti su stekle autonomnost do 1974. Od stjecanja nezavisnosti, zapadnoafričkim su se nacijama proširili korupcija i nestabilnost, pa su brojni građanski ratovi izbili u Nigeriji, Sierri Leone, Liberiji i Obali Bjelokosti, a u Gani i Burkini Faso uslijedili su vojni udari. Mnoge države nisu uspjele razviti vlastite ekonomije unatoč zavidnim prirodnim bogatstvima (vidi: Nafta u Nigeriji), a politička je nestabilnost često popraćena nedemokratskim vladama. SIDA je rastući problem u regiji, posebice u Obali Bjelokosti, Liberiji i Nigeriji, dok je glad problem u dijelovima sjevernog Malija i Nigera.

### Regionalne organizacije
Ekonomska zajednica zapadnoafričkih država (Economic Community of West African States) osnovana je 1975. godine Ugovorom iz Lagosa, a okuplja zapadnoafričke države s ciljem promicanja regionalne ekonomije. Zapadnoafrička monetarna unija (Union économique et monétaire ouest-africaine) ograničena je na osam, većinom frankofonskih zemalja koje koriste CFA franak kao zajedničku valutu. Autoritet Liptako-Gourma objedinjuje Mali, Nigeriju i Burkinu Faso radi traženja zajedničkog razvoja pograničnih područja triju zemalja.
Sve zemlje Zapadne Afrike, osim Maroka, članice su Afričke Unije.

## Vanjske poveznice
- Loccidental  Arhivirana inačica izvorne stranice od 7. ožujka 2006. (Wayback Machine) - obavijesti o Zapadnoj Africi
- WestAfricaPress  Arhivirana inačica izvorne stranice od 19. listopada 2007. (Wayback Machine) - višejezične vijesti iz Zapadne Afrike i o Zapadnoj Africi

Sestrinski projekti
|  | Zajednički poslužitelj ima stranicu o temi Zapadna Afrika    |
|  | Zajednički poslužitelj ima još gradiva o temi Zapadna Afrika |